# Општина Арефу
Општина Арефу (рум. Comuna Arefu) је општина у жупанији Арђеш у Румунији. Седиште општине је насеље Капацанениј Памантени. Према попису из 2021. у општини је живело 2.040 становника. Простире на површини од 418,27 km².

## Становништво
| 1992. | 2002. | 2011. | 2021. |
| ----- | ----- | ----- | ----- |
| 3.306 | 2.786 | 2.405 | 2.040 |

Општина Арефу је на попису 2021. године имала 2.040 становника, за 365 мање (-15,18%) од претходног пописа 2011. године када је било 2.405 становника. Већину становништва чине Румуни.
| Етнички састав према попису из 2021.‍ | Етнички састав према попису из 2021.‍ | Етнички састав према попису из 2021.‍ | Етнички састав према попису из 2021.‍ | Етнички састав према попису из 2021.‍ |
| ------------------------------------ | ------------------------------------ | ------------------------------------ | ------------------------------------ | ------------------------------------ |
|                                      |                                      |                                      |                                      |                                      |
| Румуни                               | Румуни                               |                                      | 1.919                                | 94,07%                               |
| Остали                               | Остали                               |                                      | 1                                    | 0,05%                                |
| Непознато                            | Непознато                            |                                      | 120                                  | 5,88%                                |

### Насеља
Општина се састоји из 3 насеља.
| Насеље                | Румунски назив | Број становника | Број становника |
| Насеље                | Румунски назив | 2011.           | 2021.           |
| --------------------- | -------------- | --------------- | --------------- |
| Арефу                 |                | 1.291           | 1.058           |
| Капацанениј Памантени |                | 586             | 544             |
| Капацанениј Унгурени  |                | 528             | 438             |
| Општина Арефу         |                | 2.405           | 2.040           |